# Arnoglossus laterna
Arnoglossus laterna é uma espécie de peixe pertencente à família Bothidae.
A autoridade científica da espécie é Walbaum, tendo sido descrita no ano de 1792.

## Portugal
Encontra-se presente em Portugal, onde é uma espécie nativa.
Os seus nomes comuns são carta ou carta-do-mediterrâneo.

## Descrição
Trata-se de uma espécie marinha. Atinge os 17 cm de comprimento total nos indivíduos do sexo feminino.